# عروض (عروض)
العَرُوضُ هي التفعيلة الأخيرة في صدر البيت الشعري، وهي لفظة مؤنثة. وهي تكون مُقَفَّاةً على نحو قافية القصيدة في أوّل بيت. قال معروف النودهي:

أقسام البيت الشعري

| آخِرُ شَطْرِ أَوَّلٍ عَرُوضُ     |  | وَالضَّرْبُ مَا تَمَّ بِهِ القَرِيضُ |
| تُؤَنَّثُ العَرُوضُ حَيْثُ تُذْكَرُ |  | وَالضَّرْبُ مِنْ جُمْلَةِ مَا يُذَكَّرُ |
| وَهِيَ لَهُ تَابِعَةٌ فِي مَطْلَعِ |  | قَصِيدَةٍ فِي بَيْتِهَا المُصَرَّعِ  |